# Mickey Duff
Mickey Duff (Tarnów; 7 de junio de 1929 - Londres; 22 de marzo de 2014) fue un boxeador, director y promotor británico de origen polaco.

## Carrera
Nacido como Monek Prager en Tarnów, Polonia en una familia de origen judío. Su padre era un rabino y su familia huyó de los nazis, emigrando a Inglaterra a finales de 1930. Se convirtió en profesional como un boxeador de 15 años de manera ilegal, Duff se retiró con 19 años. Después de trabajar como vendedor, incluyendo la venta de máquinas de coser, volvió al boxeo para hacer partidos en todo el Reino Unido. Un nuevo equipo se empezó a formar en la estela de Jack Solomons, con luchas frente a Duff, director Jarvis Astaire, y promotor Harry Levine convirtiéndose en figura clave a través de una asociación de medios de comunicación, principalmente a través de la BBC.
Duff participó con 16 campeones del mundo y muchos combatientes británicos de clase mundial, entre ellos: Frank Bruno, Joe Calzaghe, John Conteh, Terry Downes, Lloyd Honeyghan, Maurice Hope, Charlie Magri, Alan Minter, John H Stracey, Jim Watt y Howard Winstone.
Tras el ascenso de Frank Warren a través de su asociación con la ITV y Sky TV, Duff se retiró. Fue incluido en el Salón de la Fama del Boxeo Internacional en 1999. Duff murió en un asilo de ancianos en el sur de Londres el 22 de marzo de 2014, de causas naturales a la edad de 84 años. Él tenía la enfermedad de Alzheimer.